# الكازار ديل ري
بلدية الكازار ديل ري (بالإسبانية: Alcázar del Rey)‏، هي إحدى بلديات مقاطعة قونكة إحدى مقاطعات إسبانيا، والتي تقع في منطقة قشتالة لا منتشا وسط البلاد، والمائلة لجهة الشرق من إسبانيا.
يبلغ عدد سكانها 214 نسمة وفقاً لإحصائية سنة (2007).